# 鳴門市北灘西小学校
鳴門市北灘西小学校（なるとし きたなだにししょうがっこう）は、徳島県鳴門市北灘町折野にある公立小学校。
児童数の減少などの理由で2015年4月1日をもって休校し、同年同月同日に鳴門市明神小学校に統合された。。

## 概要
児童卒業後は鳴門市瀬戸中学校へ進学していた。

## 基礎データ
全校生徒数
- 11人（2013年度（平成25年度）当時）
- 11人（2014年度（平成26年度）当時）[1]

### 校訓
1913年（大正2年）5月1日制定
- 至誠

### 教育目標
- 郷土を愛し、心豊かにたくましく生きる児童を育てる。

### 校歌
1920年（大正9年）10月30日制定
- 作詞・作曲：阿部忠左衛門

## 沿革
- 1874年（明治7年）08月05日 - 板野郡折野村鬼骨寺に開学する。大浦・宿毛谷・鳥ケ丸・折野・大須･碁の浦各村を校区として折野小学校と称する。
- 1909年（明治42年）07月03日 - 現在地に校舎を新設する。
- 1913年（大正2年）05月01日 - 校訓を制定する。
- 1920年（大正9年）10月30日 - 校歌を制定する。
- 1947年（昭和22年） - 徳島県板野郡北灘村北灘西小学校と改称。
- 1956年（昭和31年）10月01日 - 北灘村が鳴門市に合併した為、鳴門市北灘西小学校と校名を改称する。
- 2015年（平成27年）4月1日 - 休校。

## 関連学校
- 鳴門市明神小学校（2015年4月1日から通学。）
- 鳴門市瀬戸中学校（2014年4月1日から通学。）
- 鳴門市北灘中学校（2014年3月31日廃校。）

## 交通

### 最寄駅
- JR鳴門線鳴門駅
- JR高徳線讃岐相生駅

### 最寄バス停
- 徳島バス北灘西小前バス停